# Liste de musées en Biélorussie
Pour les autres articles nationaux ou selon les autres juridictions, voir Liste des musées par pays.
Cet article présente une liste non exhaustive de musées en Biélorussie par ville.

## Brest
- Musée archéologique Berestye (be)
- Musée ferroviaire de Brest (en)

## Minsk
- Musée national des Beaux-Arts de Biélorussie
- Musée national de l'Histoire de Biélorussie
- Musée d'Histoire de la Grande Guerre nationale de Biélorussie
- Musée de la nature et de l'environnement de Biélorussie (be)
- Musée d'État de l'architecture et de la vie populaire de Biélorussie (à Ozertso (ru) dans le raïon de Minsk).

## Mir
- Château de Mir

## Vitebsk
- Musée Marc Chagall